# Phytoecia suvorowi
Phytoecia suvorowi är en skalbaggsart som beskrevs av Maurice Pic 1905. Phytoecia suvorowi ingår i släktet Phytoecia och familjen långhorningar. Inga underarter finns listade i Catalogue of Life.